# Romanogobio elimeius
Romanogobio elimeius е вид лъчеперка от семейство Шаранови (Cyprinidae).

## Разпространение
Видът е разпространен в Гърция и Северна Македония.